# Bistum Deventer (römisch-katholisch)
Das Bistum Deventer war ein römisch-katholisches Bistum der Kirchenprovinz Utrecht, das 1559 durch Papst Paul IV. als Bistum eingerichtet wurde. 1591 erfolgte die Auflösung.

## Geschichte
Durch die Bulle Super universas vom 12. Mai 1559 wurde das Bistum Utrecht zum Erzbistum Utrecht erhoben und in die neu geschaffenen Suffraganbistümer Haarlem, Middelburg, Leeuwarden, Groningen und Deventer unterteilt. Hinsichtlich der territorialen Grenzen dieser Bistümer blieb die Bulle jedoch unbestimmt, sodass eine Kommission von fünf Personen eingesetzt wurde, um die Grenzen festzulegen. Demnach erstreckte das Bistum sich vom IJsselmeer im Westen bis an die Grenze des Bistums Münster im Osten, im Norden von Zwolle bis kurz vor Arnhem im Süden. Als Exklave gehörte auch die Grafschaft Lingen im Emsland zu dieser Diözese, hinzu kamen vier Kirchspiele im Tecklenburger Land, nämlich Ibbenbüren, Recke, Mettingen und Brochterbeck.
Aufgrund des Zusammenbruchs der kirchlichen Organisation in den Niederlanden im Zuge der niederländischen Reformation wurde die Jurisdiktion zeitweise durch einen apostolischen Vikar mit Sitz in Utrecht ausgeübt und zeitweise durch den Dechanten von Oldenzaal.

## Liste der Bischöfe von Deventer
- Johannes Mahusius (1561–1568)
- Aegidius de Monte (1570–1577)
- Godefridus van Mierlo (1587)
- Albert de Thill (1588–1589)
- Gijsbertus Coeverincx (1589 gewählt, trat das Amt nicht an)